# راسل مینز
راسل مینز (انگلیسی: Russell Means؛ زاده ۱۰ نوامبر ۱۹۳۹ درگذشته ۲۲ اکتبر ۲۰۱۲) یک هنرپیشه اهل ایالات متحده آمریکا بود. وی بین سال‌های ۱۹۶۸ تا ۲۰۱۲ میلادی فعالیت می‌کرد.

## گزیده فیلمشناسی
از فیلم‌ها یا برنامه‌های تلویزیونی که وی در آن نقش داشته‌است می‌توان به آثار زیر اشاره کرد.
- آخرین موهیکان (فیلم ۱۹۹۲) (۱۹۹۲)
- قاتلین بالفطره (۱۹۹۴)
- پوکاهانتس (فیلم ۱۹۹۵) (۱۹۹۵)
- پوکاهانتس ۲: سفر به یک دنیای جدید (۱۹۹۸)
- ترقی گاوچران (۲۰۰۱)
- ۲۹ نخل (۲۰۰۲)
- آخرین شلیک (۲۰۰۴)
- رهیاب (فیلم ۲۰۰۷) (۲۰۰۷)
- چشمان ببر (۲۰۱۲)
- روزها و شب‌ها (۲۰۱۳)
- واکر، رنجر تگزاس (۱۹۹۶)
- زیاد ذوق‌زده نشو (۲۰۰۴)
- توماس و راه‌آهن جادویی (۲۰۰۰)